# Carl Wehmer
Carl Friedrich Wilhelm Wehmer (ur. 20 września 1858 we Freiburgu (Elbe), zm. 11 stycznia 1935 w Hanowerze) – niemiecki chemik i mykolog.

## Życiorys
Wehmer był synem prawnika. W 1877 roku zaczął studiować chemię na Uniwersytecie Georga-Augusta w Getyndze. W 1887 r. otrzymał tytuł doktora za pracę doktorską pod kierunkiem Bernharda Tollensa. Po uzyskaniu stopnia pedagogicznego, Wehmer został najpierw aplikantem prawniczym w pruskiej służbie szkolnej. Następnie był asystentem naukowym, najpierw w Instytucie Botanicznym Uniwersytetu w Marburgu, a następnie pod okiem botanika Wilhelma Pfeffera na Uniwersytecie w Lipsku. W 1892 r. został mianowany prywatnym wykładowcą mykologii technicznej i mikroskopii na Politechnice w Hanowerze. Tam w 1898 r. został mianowany profesorem tytularnym. Od 1910 roku Wehmer był kierownikiem laboratorium bakteriologicznego, chemicznego i mikroskopowego na Uniwersytecie w Hanowerze. W 1919 r. został profesorem zwyczajnym honorowym na Politechnice w Hanowerze, a w 1924 r. objął stanowisko nauczyciela botaniki w tej politechnice. W 1932 roku został wybrany do Niemieckiej Akademii Przyrodników Leopoldina.

## Praca naukowa
W Hanowerze w 1893 roku odkrył fermentację kwasu cytrynowego w grzybach, a następnie opracował jej gospodarcze zastosowanie. Przy tej okazji opisał nowe gatunki mikroskopijnych grzybów: Penicillium glaber (obecnie znany jako Penicillium glabrum) i Penicillium italicum. Jest także autorem innych prac naukowych.
Przy nazwach naukowych utworzonych przez niego taksonów dodawane jest jego nazwisko Wehmer.